# Carayonemidae
Carayonemidae es una familia de insectos en la superfamilia Coccoidea. Suelen vivir entre musgos y hojarasca lo cual es inusual para insectos cocoides. Los miembros de esta familia se encuentran en áreas neotropicales de América del sur y central.

## Ciclo de vida
Muy poco se sabe acerca de esta familia, pero en una de las especies conocidas, la  hembra pasa por cuatro estadios.

## Géneros
Tiene cuatro géneros, cada uno con solo una especie:
- Baloghicoccus costaricaensis
- Carayonema orousseti
- Foldicoccus monikae
- Mahunkacoccus mexicoensis

Foldicoccus monikae es aplanado, con forma de hoja; el adulto tiene seis patas y un par de antenas.